# Храмовый комплекс (Микшино)
Храмовый комплекс в селе Микшино — объект культурного наследия Тверской области, памятник истории и архитектуры XIX — начала XX в.

## История
Село Микшино (Лихославльский район Тверской области) — историческое село, включающее храмовый комплекс и историческую жилую застройку XIX — начала XX в. Первое упоминание д. Микшино содержится в писцовой книге 1545 г. Тверской половины Бежецкой пятины письма Ивана Даниловича Вельяминова и Афанасия Григорьевича Соловцова: «Микшино и Селище тож». Деревня являлась центром слободки Микшино и относилась к территории Никольского Стучевского погоста. В домосковский период принадлежала боярину Михаилу Семеновичу Берденеву — представителю промосковской партии новгородского боярства. После 1481 г. было конфисковано московским великим князем. В первой половине XV в. находилась в поместном владении служилых людей Чертовских, по книге 1545 г. числилось за Михаилом и Никиты Угримовыми детьми Чертовского, в д. находился двор помещиков. Первый упоминающийся в книге 1545 г. деревянный храм имел посвящение Иоакима и Анны.
Во второй половине XVII в. Никольский Тучевский (Стучевский) погост с Микшино вошел в состав дворцовых территорий, заселенных «корелянами» — переселенцами из районов, отошедших к Шведскому государству после Смутного времени. Переписная книга дворцовых волостей Бежецкой пятины 1668 / 69 г. содержит сведения о населенных «корелянами» 32 населенных пунктах (со 101 двором), в которых проживало 267 человек мужского пола, и 40 пустошах, переданных «корелянам» на оброк, в Никольском Тучевском погосте.
В 1768 г. в село Микшино из села Знаменское Новоторжского уезда была перевезена деревянная Троицкая церковь. После ее обветшания в 1845 г. была построена каменная Троицкая церковь.
К 1871 г. была построена вторая каменная Сретенская церковь. Через десять лет церковный участок был обнесен оградой с воротами и сторожкой. В 1894 г. перестроен третий ярус колокольни.
К приходу относилось 10 деревень, 270 дворов, 1046 мужчин и 1108 женщин, все карелы. Микшино в XIX в. являлось одним из крупнейших населенных пунктов на территории расселения тверских карел и насчитывало от 400 до 600 человек.
В 1938 г. церкви были закрыты.
В настоящее время в храмовый комплекс входят Троицкая церковь, Сретенская церковь и остатки ограды с воротами 1881 г.

## Архитектура
Храмовый комплекс расположен на берегу р. Тихвинки. Троицкая церковь имеет приделы св. Иоакима и Анны и св. Козьмы и Дамиана. Построена в классическом стиле, основной объем — ротонда на четверике, с портиками с трех сторон. В храме сохраняются остатки фресковой живописи, чугунные решетки на окнах.
Сретенская церковь построена в неоклассическом стиле. В 2000-х гг. произведен ее ремонт, выполнена реновация утраченных кровли и сводов.
Троицкая церковь находится в плохом состоянии, существенно повреждена кровля.
У колокольни утрачено завершение.

## Галерея

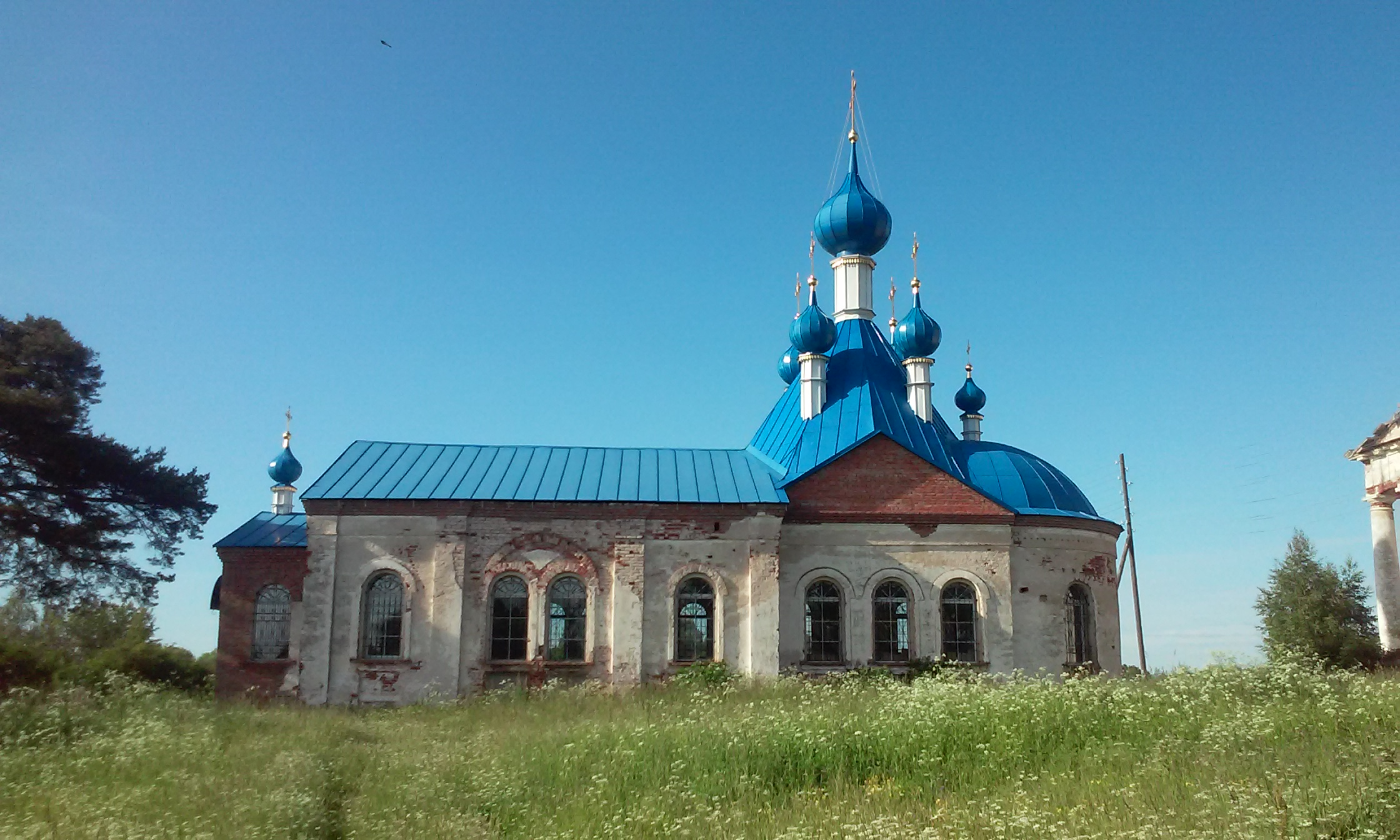
Сретенская церковь
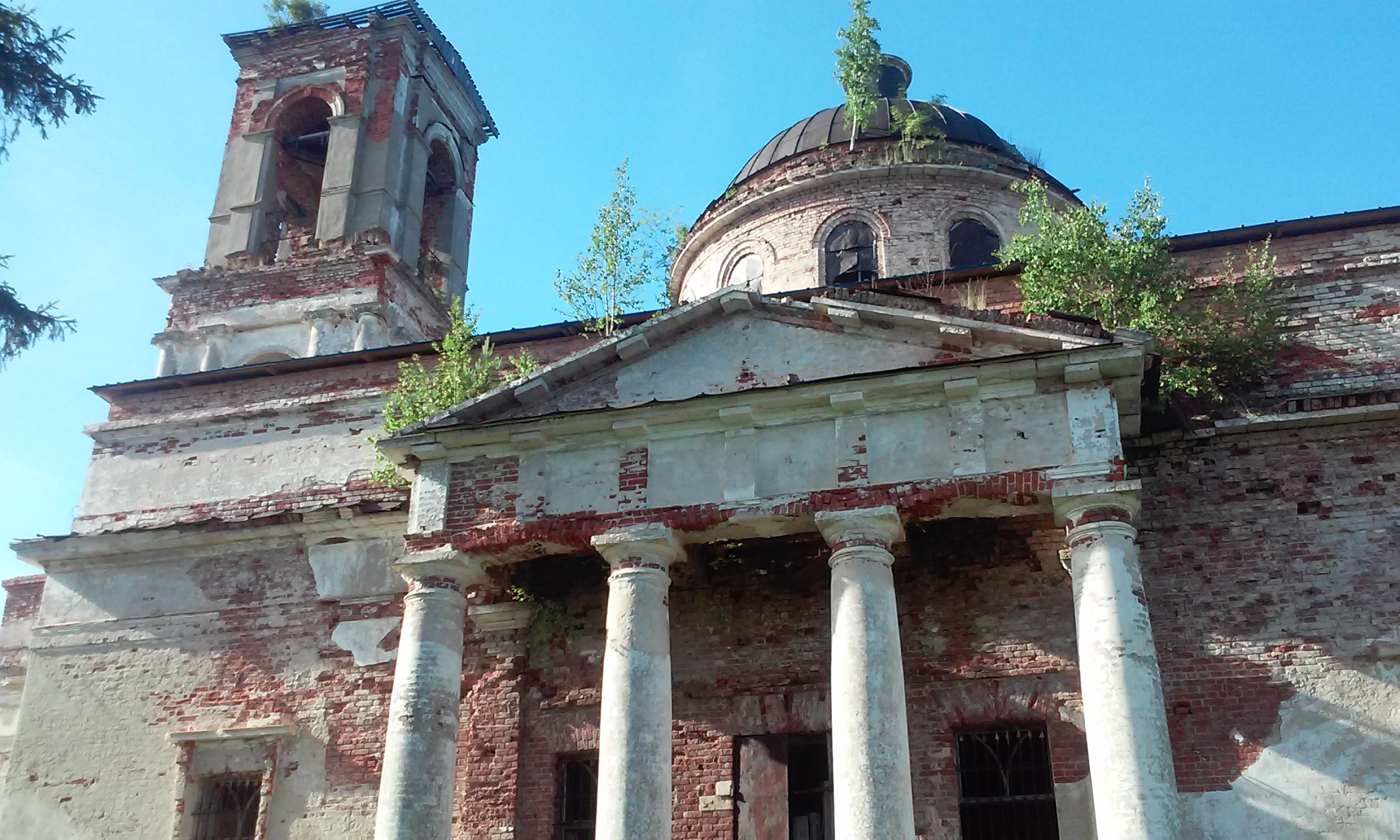
Троицкая церковь
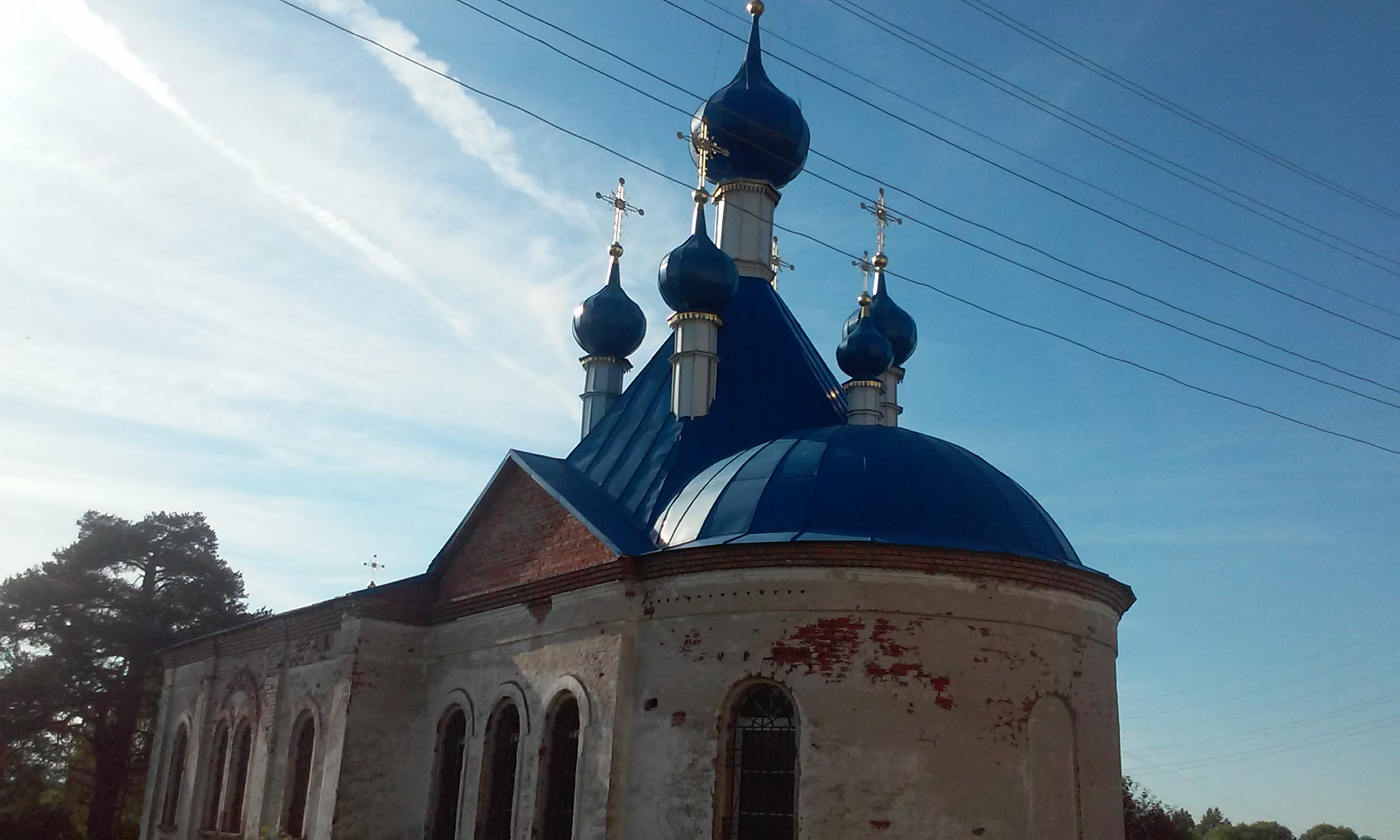
Сретенская церковь